# Технологічний детермінізм
Технологічний детермінізм — це редукціоністична теорія, котра передбачає, що технології у суспільстві призводять до розвитку соціальної структури та культурних цінностей. Вважається, що термін «технологічний детермінізм» був вперше придуманий Торстейном Веблем (1857—1929), американським соціологом та економістом. У XX столітті на теренах США існувало поняття «радикального технологічного детермінізму», що було впроваджене Кларенсом Ейрсом (1857—1929), американським соціологом і економістом, який був послідовником Торстейна Веблена і Джона Дьюї. Вільям Огбурн також був відомий своїм радикальним технологічним детермінізмом.
Перша велика розробка технологічно детерміністичної точки зору соціально-економічного розвитку була запроваджена німецьким філософом і економістом Карлом Марксом, чия теоретична основа була обґрунтована з перспективою змін в технологіях, а конкретно виробничих технологій, в основі якої вплив на соціальні відносини людини і організаційної структури, і те що соціальні відносини і культурні практики зрештою обертаються навколо технологічної та економічної основи даного суспільства. Позиція Маркса закріпилась в сучасному суспільстві, де ідея, що, з швидким розвитком технологій людське життя змінюється всеохопно. Попри те багато авторів пов'язують технологічно детерміністичне уявлення історії людства до особистих поглядів Маркса, та не всі марксисти це технологічні детерміністи, і деякі автори ставлять питання, якою мірою сам Маркс був детерміністом. Крім того, існує безліч форм технологічного детермінізму.

## Походження
Термін, як вважають, був придуманий Торстейн Вебленом (1857—1929), американським соціологом. Видатний історик та послідовник Веблена Чарльз А. Бірд запровадив влучне детерміністичне зображення: «Технологія марширує семимильними чобітьми від однієї нещадної революційної перемоги до іншої, зриваючи старі заводи і підприємства, метаючи нові процеси з жахливою швидкістю.»

## Тлумачення
Технологічний детермінізм прагне донести технічні розробки, медіа, або ж просто технології в цілому, як ключову рушійну силу змін в історії і соціальних відносин.
Більшість інтерпретації технологічного детермінізму належать до двох загальних ідей:
- розвиток самих технологій є передбачуваним, шлях цього розвитку в значній мірі прямує за межами культурного чи політичного впливу.
- технологія в свою чергу, має «ефект» над суспільством який є швидше вродженим, а не соціально обумовленим або нав'язаним, тому що суспільство самоорганізується для підтримки і подальшого розвитку технології, як тільки вона була введена.

Суворі прихильники технологічного детермінізму, не вважають що різниця впливу технологій залежить від того на скільки технологія може бути використана. Замість того, щоб розглядати технологію як частину віддаленішого спектру людської діяльності, технологічний детермінізм бачить технологію як основу для всіх видів людської діяльності.
Технологічний детермінізм визначений як «Віра в технології як ключову керівну силу в суспільстві …» (Меррітт Роу Сміт). «Ідея, що технологічний розвиток визначає соціальні зміни …» (Брюс Бімбер). Він змінює те, як люди думають і як вони взаємодіють з іншими людьми і може бути описаний трьома словами логічного твердження: «Технологія визначає історію»(Розалін Вільямс). Це, «… віра в те, що соціальний прогрес обумовлений технологічними інноваціями, які в свою чергу йдуть за „неминучим“ курсом». (Майкл Л. Смітт). Ця «ідея прогресу» або «доктрини прогресу» централізовані навколо ідеї, що соціальні проблеми можуть бути вирішені шляхом технічного прогресу, і це шлях, по якому суспільство рухається вперед. Технологічні детерміністи вважають, що «Ви не можете зупинити прогрес», маючи на увазі, що ми не можемо контролювати технології" (Лелі Грінн). Це говорить про те, що ми певною мірою безсилі і суспільство дозволяє технологіям управляти соціальними змінами, тому що «суспільство не в змозі бути в курсі альтернативи цінностей, закладених в них [технології]» (Меррітт Роу Сміт).
Технологічний детермінізм був визначений як підхід, який визначає технологію, або технологічні досягнення, як центральний елемент в процесах соціальних змін (Крото і Хойнес). Так як технології стабілізуються, їхня конструкція, як правило, прописує поведінку користувачів, отже, зменшується людський фактор. Ця позиція однак ігнорує соціальні та культурні умови, в яких була розроблена технологія. Соціолог Клод Фішер (1992) охарактеризував найпоширеніші форми технологічного детермінізму як «більярдну кулю» яка насувається, в яких технологія розглядається як зовнішня сила, введена в соціальну ситуацію, виробляючи серію рикошетних дій.
Замість того, щоб визнати, що суспільство або культура взаємодіє і навіть формує технології, які використовуються, технологічно детерміністична точк зору вважає, що "користь у використанні технологій в значній мірі визначається структурою самої технології, тобто, що її функціями що випливають з її форми "(Нілл Постмен). "Неминуча теза" Даніеля Чандлера може збентежити так як в ній говориться, що як тільки технологія введена в культуру, далі слідує її неминучий розвиток.
Наприклад, ми могли б розглянути, чому любовні романи стали настільки домінуючими в нашому суспільстві в порівнянні з іншими формами романів, як детектив або західний роман. Ми могли б сказати, що саме через винаходження безшвейної системи, розробленої видавцями, де клей був використаний замість трудомісткого і дуже дорогого процесу зв'язування книг. Це означало, що ці книги можуть піти в масове виробництво для широкого загалу. Ми не змогли б мати масову грамотність без масового виробництва. Цей приклад тісно пов'язаний з вірою Маршалла Маклюена, що друк допоміг створити національну державу. Це просунуло суспільство далі від усної культури до письмової, але і ввело капіталістичне суспільство, де було чітке розходження класів і індивідуалізм. Як стверджує Листоноша.
Друкарський верстат, комп'ютер, телевізор, це не просто не просто машини, які передають інформацію. Вони є метафорами, через які ми концептуалізуємо дійсність в тій чи іншій формі. Вони будуть класифікувати світ для нас, послідовувати його, обрамлювати, збільшувати та зменшувати його, демонструвати його в тій чи іншій формі. За допомогою цих медіа метафор, ми не бачимо світ таким, яким він є. Ми бачимо його, як наші системи кодування. Така сила форми інформації.

## Жорсткий та м'який детермінізм
При розгляді детермінізму, жорсткий детермінізм можна порівнювати з м'яким детермінізмом. Компатібіліст скаже, що ці два прояви можуть існувати в світі разом, в той час як інкомпатібіліст скаже, що співіснувати вони не можуть і повинно бути щось єдине. Ті, хто підтримує детермінізм можуть бути розділені.
Жорсткі детерміністи розглядають технологію яка розвивається незалежно від соціального втручання. Вони вважають, що технологія створює набір потужних сил, спрямованих на врегулювання нашої соціальної діяльності та її значення. Відповідно до цієї точки зору детермінізму ми організуємо себе для задоволення потреб технології і результат цієї організації знаходиться за межами нашого контролю, або ми не маємо свободи вибору щодо результатів (автономної технології). Французький філософ 20-го століття і соціальний теоретик Еллюль був прихильником жорсткого детермінізму та автономних технологій). У 1954 році в його роботі «Технологічне суспільство», Еллюль по суті стверджує, що технологія, в силу своєї потужності за рахунок підвищення ефективності, визначає, які соціальні аспекти найкраще підходять для його власного розвитку через процес природного відбору. Цінності, моралі, філософії тощо соціальної системи, які є найбільш сприятливими для розвитку технології дозволяють, соціальній системі підвищувати свою потужність і поширюватись за рахунок тих соц. систем, чиї цінності, мораль, філософія тощо менше просунулись у технологіях. Теодор Дж. Качинський (Унабомбер) може бути по суті бути розглянутий як жорсткий детермініст. За словами Качинського, «об'єктивні» матеріальні чинники в людському середовищі є основними визначальними факторами в розвитку соціальних систем. У той час як географія, клімат, і інші «природні» фактори багато в чому визначають параметри соціальних умов для більшої частини людської історії. технології останнім часом стали домінуючим об'єктивним чинником (в основному за рахунок сили отриманою через промислову революцію), і це було головною метою і визначальним фактором.
М'який детермінізм, як і випливає з назви, є більш пасивним видом шляху взаємодії технологій з соціально-політичною ситуацією. М'які детерміністи досі дотримуються того факту, що технологія є керівною силою в нашій еволюції, але й стверджують, що у нас є можливість приймати рішення щодо підсумків тої чи іншої ситуації в розвитку технологій. Це не означає, що ми повністю їх контролюємо, але це можливість для нас, щоб кинути кубики і подивитися, що результат існує. Дещо інший варіант м'якого детермінізму це 1922 технологія керованої теорії соціальних змін, запропонована Вільямом Філдінгои Огбурном, в якій суспільство має пристосуватися до наслідків великих винаходів, але часто робить це тільки після періоду культурного відставання.

## Технологія як нейтралітет
Особи, які розглядають технологію як нейтральність, розглядають їх як ні добре, ні погане, а тільки як способи за якими ці технології можна використати. Приклад нейтральної точки зору: «зброя є нейтральною і те як ми її використовуємо визначає добре це чи погано» (Green, 2001). Маккензі і Воджмен вважають, що технологія є нейтральною, тільки якщо вона ніколи не була використана раніше, або якщо ніхто не знає, для чого вона буде використовуватись. (Green, 2001). По суті справи, зброя буде класифікуватися як нейтральна, якщо і тільки якщо суспільство не буде обізнаним про її загальне існування і функціональність. (Green, 2001). Очевидно, що таке суспільство не існує і рано чи пізно стає добре обізнаним про технології, суспільство втягнене в соціальні прогресії, де ніщо не «нейтрально суспільства» (Green). За словами Лелю Грін, якщо вірити що технології є нейтральним, то можна не брати до уваги культурні та соціальні умови, впроваджені технологіями. (Green, 2001). Цю точку зору також називають технологічним інструменталізмом.
У тому, що часто вважається остаточним відображенням по даній темі, історик Мелвін Кранцберг хвацько писав в першому з його шести законів технології: «Технологія не є ні хорошим, ні поганим, і не є нейтральним.»

## Критика
Скептицизм щодо технологічного детермінізму випливає поряд збільшеним песимізмом з приводу техно-науки в середині 20-го століття, зокрема, навколо використання ядерної енергії у виробництві ядерної зброї, нацистських експериментів на людях під час Другої світової війни, і проблеми економічного розвитку в країнах третього світу. Як прямий наслідок, прагнення до посилення контролю за ходом розвитку технологій призвело до розчарування в моделі технологічного детермінізму в академічних колах.
Сучасні теоретики технології і суспільства більше не вважають що технологічний детермінізм дає точне уявлення про те, яким чином ми взаємодіємо з технологіями, !!!!!!навіть!!!!! якщо детерміністи припущення і мову досить наситити праці багатьох прихильників технології, бізнес-сторінках багатьох популярних журналів і багато звітність за технологією. Замість цього, дослідження в галузі науки і техніки, соціального конструювання техніки і в суміжних областях підкреслюють більш тонкі погляди, які чинять опір легко причинним формулюванням. Вони підкреслюють, що "відносини між технологією і суспільством не можуть бути зведені до спрощеної формули причинно-наслідкового зв'язку. Це, скоріше, «переплетення», в результаті чого технологія не визначає, але … працює, навіть в складній соціальній сфері" (Мьорф і Поттс).
У своїй статті «Підривна Раціоналізація: технології, влада і демократія з технологіями» Ендрю Фінберг стверджує, що технологічний детермінізм не дуже добре заснована концепція, ілюструючи, що у двох з основних тез детермінізму легко засумніватися, і при цьому вимагає те, що він називає демократичною раціоналізацією (Фінберг 210—212).
Виразна опозиція технологічно детерміністичного мислення виникла в рамках роботи з будівництва соціальної технології (SCOT). SCOT дослідження, як, наприклад, Маккензі і Ваджсмен(1997) стверджують, що шлях інновацій та його соціальні наслідки сильно, а то й повністю сформовані під впливом самого суспільства під впливом культури, політики, економічних впроваджень, регулювальних механізмів тощо. У своїй найсильнішій формі, яка переходить в соціальний детермінізм, «Важливо не сама технологія, а соціальна або економічна система, в яку вона вбудована» (Ленгдон Віннер).
У своїй впливовій, але суперечливій (див. Вулгар і Купер, 1999) статті «Чи артефакти мають відношення до політики?», Ленгдон Віннер ілюструє не форму детермінізму, а різні джерела політики технологій. Вони можуть витікати з намірів проектувальника і культури суспільства, в якому технологія виникає або може випливати з самої технології, в «практичній необхідності» для того, щоб функціонувати. Наприклад, Нью-Йоркський містобудівник Роберт Мойсей хотів збудувати Parkway тунелі до Лонг-Айленду занадто низько для автобусів, для того щоб не допускати нац. меншини до пляжів острова, приклад політичного спрямування технологій. З іншого боку, для прикладу, авторитарна структура командування і контролю має практичну необхідність в технологіях для атомної електростанції, щоб радіоактивні відходи не потрапили в чужі руки. Таким чином, Віннер не є прихильником ні технологічного детермінізму, ні соціального детермінізму. Політичні методи застосування технологій можливі тільки шляхом ретельного вивчення їхніх особливостей та історії.
Проте «Детерміністська модель технології широко поширюються в суспільстві» (Сара Міллер), широко піддалась сумнівам серед вчених. Лелі Грін пояснює, що, «Коли технологія сприймалась окремо від суспільства, був сенс говорити про технологію, як нейтральне явище». Проте ця ідея зазнала невдачі через те що культура не є фіксованою і суспільство є динамічним.. Коли «Технологія бере участь в соціальних процесах, немає нічого нейтрально суспільства» (Лелі Грінн). Це підтверджує одна з головних проблем, пов'язаних з «технологічним детермінізмом та в результаті відмови від відповідальності людини за зміни. Існує втрата участі людини, в формуванні технологій і суспільства» (Сара Міллер).
Ще одна суперечлива ідея полягає в технологічному сомнамбулізму, термін, придуманий Віннером в своєму есе «Технології, як форми життя». Віннер піднімає питання про те що, ми просто ходимо як лунатики по нашому існуванню лише з невеликим зацікавленням або знанням про те, як ми дійсно взаємодіємо з технологіями. З цієї точки зору для нас все ще можливо прокинутись і знову взяти під контроль напрямок, в якому ми подорожуємо (Віннер 104). Проте, це вимагає суспільство прийняти твердження Ральфа Шредера, що «користувачі повинні не просто пасивно споживати технології, а й активно змінювати їх».
На противагу технологічного детермінізму є ті, хто є прихильником соціального детермінізму і постмодернізму. Соціальні детерміністи вважають, що соціальні умови самі обирають, які технології мають бути прийняті чи які потрібні, в результаті чого жодна технологія не може вважатися «неминучою» виключно на її власних перевагах. Технологія і культура не є нейтральними, і коли знання приходить в порівняння, технології стають пов'язаними в соціальних процесах. Знання про те, як створити і зміцнити технології, а також про те, як використовувати технології базуються на соціальній оцінці знань. Постмодерністи прийняли інший вид, припускаючи, що те, що є правильним чи неправильним, залежить від обставин. Вони вважають, що технологічні зміни можуть вплинути на минуле, сьогодення і майбутнє. Проте вони вважають що, технологічні зміни впливають на зміни в державній політиці, суспільстві і культурі, також, що поняття «зміни» є парадоксальним, так як зміни це процес постійний.
Соціальний та культурний теоретичний дослідник Брайан Уїнстон, у відповідь на технологічний детермінізм, розробив модель для появи нових технологій, орієнтованому на Законі про придушення радикального потенціалу. У двох з його книг — «Технології бачення: Фотографія, Кіно і Телебачення» (1997) і «Медіа-технології і Суспільство» (1998) — Уїнстон застосував цю модель, щоб показати, як технології розвиваються з плином часу, і як їхній «винахід» опосередковується і контролюється суспільством і соціальними чинниками, що пригнічують радикальний потенціал даної технології.